# Mamers
Mamers là một xã trong vùng hành chính Pays de la Loire, thuộc tỉnh Sarthe, quận Mamers, tổng Mamers. Tọa độ địa lý của xã là 48° 21' vĩ độ bắc, 00° 22' kinh độ đông. Mamers nằm trên độ cao trung bình là 128 mét trên mực nước biển, có điểm thấp nhất là 105 mét và điểm cao nhất là 172 mét. Xã có diện tích 5,05 km², dân số vào thời điểm 1999 là 6087 người; mật độ dân số là 1205 người/km².

## Các thành phố kết nghĩa
- Gerolzhofen, Đức
- Market Rasen, Anh

## Nhân vật nổi tiếng
- Joseph Caillaux, chính trị gia

## Địa điểm tham quan
- Nhà thờ Đức Bà
- Nhà thờ Saint Nicolas
- Les Halles